# ジョアキン・シルヴァ
キム (Quim) ことジョアキン・マヌエル・サンパイオ・ダ・シルヴァ（Joaquim Manuel Sampaio da Silva, 1975年11月13日 - ）は、ポルトガル・ブラガ県ビラ・ノバ・デ・ファマリカーノ出身の同国代表のサッカー選手。ポジションはゴールキーパー。
キムは、キャリアの中でスーペル・リーガに400試合以上出場し、SCブラガで12シーズン, SLベンフィカで6シーズン過ごしている。特に後者では5つの主要タイトルを獲得した。また、ポルトガル代表としては30試合以上のキャップを獲得、2006 FIFAワールドカップと2度のUEFA欧州選手権に出場した。

## クラブ経歴
ブラガ県ビラ・ノバ・デ・ファマリカーノに生まれ、地元のSCブラガでキャリアを始めると、1994-95シーズンにスーペル・リーガデビューをするもチームの正GKはルイ・コレイアが務め、キムは3シーズンを主にリザーブで過ごした。1997-98シーズンにコレイアがFCポルトへ去ってからは、アンジェイ・ヴォジニャクとポジション争いを繰り広げる中、チームはタッサ・デ・ポルトガルの決勝まで進出するもタイトル獲得には届かなかった。翌1998-99シーズンから正GKを務め、チームを去るまでの間に200試合以上出場した。
2004年夏、キムはSLベンフィカへ移籍すると1999年からチームに在籍するジョゼ・モレイラとポジション争いを最後までしながら、リーグタイトルを獲得した。翌2005-06シーズンは、モレイラの負傷から当初は正GKを務めていたが、キムも試合中の負傷により長期離脱が決定したため、チームは冬にマルセロ・モレットと契約し、この年はモレットがゴールマウスを守った。
2006-07シーズン、フェルナンド・サントスが新監督に就任すると、サントスはシーズン前にキムを正GKとして起用することを発表したことによりキムの運命は好転した。その後は時折悪いパフォーマンスを見せるも、ファーストチョイスとして起用され、サントス監督が翌シーズンに早期解任されてもその状態は続いた。
2008-09シーズンに3人のGKが在籍するチームにキケ・フローレス監督が就任すると、当初は正GKを務めていたが徐々にモレイラにポジションを奪われ、タッサ・デ・ポルトガルはモレットが起用されていたことで一時期は第3GKに降格するも、最終的には再びレギュラーに返り咲き、チームは3位に終わった。また、2009年カップ戦決勝のスポルティングCP戦に出場すると、PK戦で3本を止め優勝に貢献した。
2009-10シーズンのキムは、全試合に出場すると5年ぶりのリーグ優勝に貢献し、さらに最小失点記録（20ゴール）とキーパーにとって名誉な記録も作った。2010年6月30日、契約満了となった34歳のキムはプロキャリアを始めた古巣のSCブラガと3年契約を結び復帰するも、7月2日の練習中にアキレス腱を負傷し、アルトゥール・モラエスに定位置を奪われるのみならず丸1年を棒に振った。復帰後も、新加入した同胞のベトの前に控えとしての暮らしが続いていた。
2013年07月25日、ブラガを退団し、CDアヴェスに移籍した。

2018年7月、現役引退を表明した。

## 代表経歴
U-16からあらゆるカテゴリーでプレーすると、1994年のUEFA U-19欧州選手権（当時はU-18）で優勝した。1999年8月のアンドラ戦でポルトガル代表として出場し、4-0で無失点に抑えデビュー戦を勝利で飾った。翌年のUEFA EURO 2000に選ばれるとヴィトール・バイーア, ペドロ・エスピーニャに次ぐ第3GKとして過ごし、グループステージ最終戦で3-0と勝利したドイツ戦、ロスタイムにエスピーニャに代わり出場したのが、最初で最後だった。2002 FIFAワールドカップ・ヨーロッパ予選では正GKとして活躍し、本大会のメンバー入りをしたが直前のドーピング検査で陽性反応が出て大会を棒に振った。
その後のUEFA EURO 2004・2006 FIFAワールドカップに選ばれるも、両方でリカルド・ペレイラの後塵を拝し第2GKとしての地位だった。当初UEFA EURO 2008のメンバーに選ばれていたが、試合前日に手首を負傷したため規則による追加招集でFCポルトのヌーノが選ばれ、キムは大会を後にした。
2010 FIFAワールドカップ・ヨーロッパ予選は初戦から正GKとしてプレーしていたが、SCブラガのエドゥアルドやベトなど若手が台頭してくると予選の最中にポジションを奪われ、2008年を最後に代表から遠ざかっていたが、ベンフィカでリーグ優勝した後やブラガ復帰後に出場はなかったが招集された。しかし、W杯後にルイ・パトリシオが台頭したため今後呼ばれるかは微妙な情勢である。

## 所属クラブ
- SCブラガ 1994-2004
- SLベンフィカ 2004-2010
- SCブラガ 2010-2013
- CDアヴェス2013-2018

## 代表歴

### 出場大会
- ポルトガル代表
  - 2006 FIFAワールドカップ

### 試合数
- 国際Aマッチ 32試合 0得点（1999年-2008年）[10]

| ポルトガル代表 | 国際Aマッチ | 国際Aマッチ |
| 年             | 出場        | 得点        |
| -------------- | ----------- | ----------- |
| 1999           | 1           | 0           |
| 2000           | 6           | 0           |
| 2001           | 5           | 0           |
| 2002           | 3           | 0           |
| 2003           | 4           | 0           |
| 2004           | 2           | 0           |
| 2005           | 3           | 0           |
| 2006           | 0           | 0           |
| 2007           | 1           | 0           |
| 2008           | 7           | 0           |
| 通算           | 32          | 0           |

## タイトル
SLベンフィカ
- スーペル・リーガ 2004-05, 2009-10
- タッサ・ダ・リーガ 2008-09, 2009-10
- スーパーカップ 2005

SCブラガ
- タッサ・ダ・リーガ 2012-13